# Park Shin-hye
Dans ce nom coréen, le nom de famille, Park, précède le nom personnel.
Park Shin-hye (coréen : 박신혜), née le 18 février 1990 à Gwangju ; noms alternatifs : Park Shin-Hye ou Park Shinhye, est une actrice sud-coréenne. Elle est surtout connue pour ses rôles à la télévision dans divers dramas, notamment You're Beautiful (2009), dans lequel elle joue les rôles de Go Mi-nam et Go Mi-nyo, et Heartstrings (2011), où elle interprète Lee Gyu Won,. Park Shin-hye est une ancienne étudiante de l'université Chung-Ang, dont elle est diplômée.
Elle joue  de deux instruments, le piano et le gayageum.
En 2015, elle est classée 33e dans la liste du magazine Forbes Korea Power Celebrity, et 12e en 2017.

## Biographie

### Jeunesse et formations
Park Shin-hye a un frère aîné, Park Shin-won, qui est guitariste et compositeur.
Au collège Hak-Kang Elementary School à Gwangju, en 6e, Shin-hye auditionne pour le rôle principal d'une vidéo musicale, intitulée Ggot, mettant en scène le chanteur Lee Seung-hwan. Elle réussit à l'obtenir. Elle signe alors un contrat avec Lee Seung-hwan, et commence sa formation de chanteuse à l'âge de 13 ans.

### Carrière

#### 2003 - 2008: ses débuts
Park Shin-hye commence à se faire connaître du grand public en 2003, grâce au rôle de Han Jung-suh (version jeune) dans le drama populaire coréen Stairway to Heaven. Elle poursuit sa carrière d'actrice en apparaissant dans plusieurs séries télévisées, notamment en interprétant une adolescente rebelle dans le drama spécial Very Merry Christmas en 2004.
Elle interprète son premier rôle principal dans la série dramatique sud-coréo-japonaise Tree of Heaven (2006), pour laquelle elle reçoit des critiques positives de la part du public. La série est également diffusée au Japon, donnant ainsi à l'actrice une certaine notoriété à l'étranger.
Elle fait ses débuts au cinéma dans le film Evil Twin (2007), un film d'horreur où elle interprète deux rôles : le personnage principal et la sœur du personnage principal, qui hante sa sœur après sa mort. Par la suite, elle joue son premier rôle antagoniste dans la série romantique Prince Hours, un spin-off de Princess Hours (2006),, et apparaît dans le drama Kimcheed Radish Cubes en tant que rôle principal féminin.
En plus de son métier d'actrice, elle participe aussi en tant que chanteuse au programme télévisé musical Fantastic Partner de 2006 à 2007, pour lequel elle reçoit le prix de la « meilleure nouvelle recrue » aux MBC Entertainment Awards.

#### 2009 - 2012: popularité croissante
Park Shin-hye gagne en popularité après l'interprétation des rôles de Go Mi-nam et Go Mi-nyo dans la série You're Beautiful (2009) aux côtés de Jang Geun-suk,. Malgré des notes très moyennes en Corée du Sud, la série devient populaire au Japon. En parallèle, elle interprète les chansons Lovely Day et Without Words pour la bande originale de ce drama.

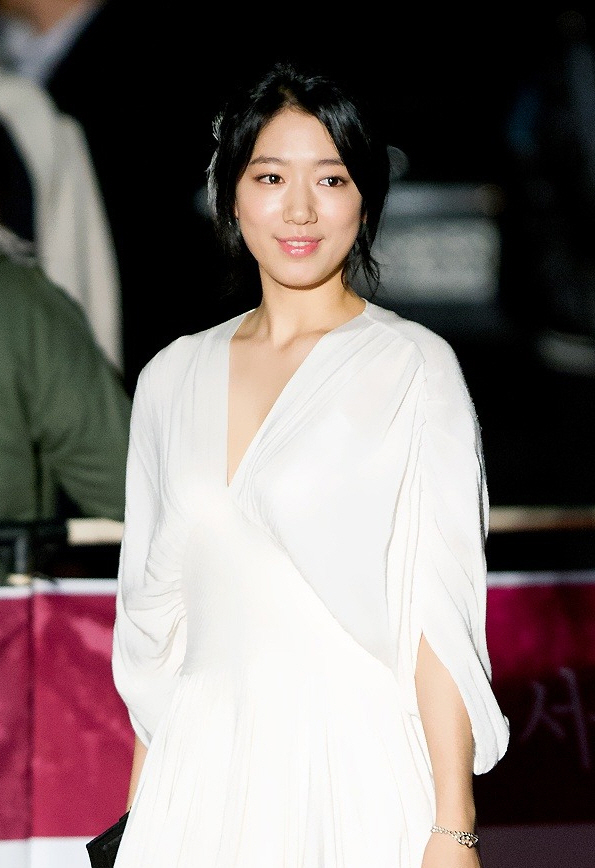
Park Shin-hye en janvier 2012.

En 2010, elle joue dans le film romantique à petit budget Cyrano Agency, abordant le sujet d'une agence de rencontres qui aide ses clients à gagner le cœur des personnes qu'ils désirent. Le film est un grand succès, faisant 2,7 millions d'entrées dans tout le pays, et devenant le 8e film le plus vendu de l'année. Elle remporte le prix de « l'actrice la plus populaire » dans la catégorie film aux Baeksang Arts Awards. La même année, elle prête sa voix au personnage principal du film d'animation Green Days: Dinosaur and I, diffusé au 15e Festival international du film de Busan, qui a reçu des critiques positives,.
Elle décroche de nouveau un rôle principal, dans la série Heartstrings (2011), diffusée sur MBC, aux côtés du chanteur Jung Yong-hwa,. Grâce à You're Beautiful et Heartstrings, l'actrice connait une augmentation de sa popularité au Japon, et signe ainsi un contrat d'exclusivité avec l'agence japonaise IMX. La même année, elle joue dans un drama taïwanais, intitulé Hayate The Combat Butler, basé sur le manga japonais du même nom,. Grâce à son interprétation, elle reçoit le prix de « l'étoile asiatique populaire » au festival LeTV Movie and Drama Awards.
En 2012, elle est choisie pour intégrer le casting de la troisième saison de la série de KBS Don't Worry, I'm a Ghost, diffusée le 15 juillet. Sa performance dans le drama lui vaut le prix de « la meilleure actrice » aux KBS Drama Awards 2012. La même année, elle rejoint l'émission de télé-réalité musicale Music and Lyrics, où elle collabore avec le chanteur Yoon Gun pour composer une chanson intitulée I Think of You. Par la suite, elle joue dans la série télévisée Flower Boys Next Door avec l'acteur Yoon Shi-yoon, diffusée en janvier 2013 sur tvN,.

#### 2013 - en ce moment: percée enAsieet à l'international
En 2013, Park Shin-hye joue dans le film dramatique Miracle in Cell No. 7, qui est devenu l'un des films coréens les plus rentables. Elle gagne par la suite le prix de la « meilleure actrice » au 33e Korean Association of Film Critics Awards. Pour célébrer son 10e anniversaire en tant qu'actrice, elle organise une tournée de fanmeetings intitulée 2013 Park Shin Hye Asia Tour: Kiss Of Angel dans quatre pays asiatiques, devenant ainsi la première actrice à organiser une tournée à travers l'Asie,. L'actrice apparaît ensuite dans le clip-vidéo de la chanson Eraser de l'acteur et chanteur So Ji-sub, pour son album Two’clock...Playground, aux côtés de l'acteur Yoo Seung-ho. La même année, elle joue aux côtés de Lee Min-ho dans la série The Heirs, un teen drama écrit par Kim Eun-sook. La série est un énorme succès en Corée du Sud mais aussi à l'international, avec également plus d'un milliard de vues cumulées sur le site web chinois de diffusion en continu iQiyi,. C'est grâce à cette série que Park Shin-hye se fait connaître à l'international et devient ainsi une star émergente de la vague Hallyu,,. Elle reçoit le prix de « l'actrice la plus populaire à l'étranger » aux 2013 Anhui TV Drama Awards.

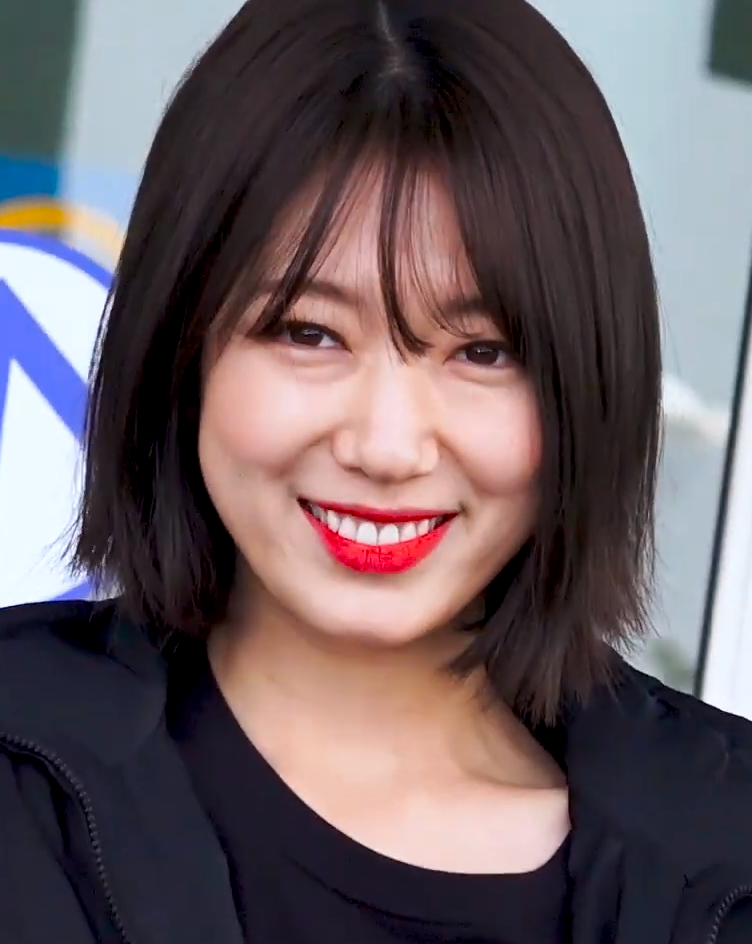
Park Shin-hye en mars 2019.

En 2014, elle joue le rôle de la reine dans le film historique The Royal Tailor,. La même année, elle rejoint le casting de la série Pinocchio aux côtés de Lee Jong-suk, interprétant l'héroïne du drama atteinte d'un symptôme chronique appelé « complexe de Pinocchio », démontré par un hoquet violent quand elle raconte des mensonges. La série est un succès, remportant environ 5,62 millions de dollars américains en droits de diffusion en seulement un an. La même année, la chaîne MBC l'a surnomme « la petite sœur de la nation ». De par ses interprétations et son succès, l'actrice reçoit la mention élogieuse du Ministre de la culture coréenne pour sa contribution à la vague Hallyu,.
En 2016, après deux ans de pause, elle fait son retour dans la série télévisée de SBS Doctor Crush, où elle interprète une médecin hors pair. Le drama est un succès et dépasse les cotes d'audience et les graphiques de popularité au cours de sa diffusion en seulement dix semaines,. L'actrice joue par la suite dans la comédie My Annoying Brother en interprétant une entraîneuse de judo, aux côtés de l'acteur Jo Jung-suk et de Do Kyung-soo du groupe EXO,. La même année, elle est choisie comme étant l'actrice coréenne la plus influente de la vague Hallyu aux États-Unis.
En 2017, elle joue dans le thriller policier Heart Blackened, un remake du film hongkongais Silent Witness, aux côtés de Choi Min-sik,.
En 2018, elle rejoint le casting du drama fantastique de tvN Memories of the Alhambra aux côtés de Hyun Bin, en interprétant simultanément deux rôles. La série est un succès commercial et est devenue l'une des séries coréennes les mieux notées de l'histoire de la télévision.
En 2020, elle joue dans le thriller The Call réalisé par Lee Chung-hyun, racontant l'histoire de deux femmes vivant à des époques différentes mais qui se retrouvent connectées par un appel téléphonique mystérieux,. La même année, elle joue dans le film catastrophe #ALIVE aux côtés de Yoo Ah-in, basé sur le scénario original du scénariste hollywoodien Matt Naylor,,.

### Vie privée
Le 7 mars 2018, Park Shin-hye annonce être en couple avec l'acteur Choi Tae-joon depuis fin 2017. Le 23 novembre 2021, elle annonce son mariage avec Choi Tae-joon ainsi que sa grossesse,,.

## Filmographie

### Télévision
Séries télévisées
| Année       | Titre                                | Rôle                                   | Chaîne     | Notes                                                        | Référence |
| ----------- | ------------------------------------ | -------------------------------------- | ---------- | ------------------------------------------------------------ | --------- |
| 2003        | Stairway to Heaven                   | Han Jung-suh (jeune)                   | SBS        |                                                              | [ 75 ]    |
| 2004        | Nonstop 4                            | Shin-hye                               | MBC        | Apparition, épisode 73                                       |           |
| 2004        | If Wait for the Next Train Again     | Ran-ui (jeune)                         | KBS2       | Drama spécial                                                | [ 76 ]    |
| 2004        | Not Alone                            | Ahn Shin-hye                           | SBS        |                                                              | [ 77 ]    |
| 2004        | Very Merry Christmas                 | Si-eun                                 | MBC        | Drama spécial                                                | [ 78 ]    |
| 2005        | The New Dad is Twenty-Nine           | Song Dae-in                            | KBS2       | Drama spécial                                                | [ 79 ]    |
| 2005        | Cute or Crazy                        | Park Shin-hye                          | SBS        |                                                              | [ 80 ]    |
| 2005        | One Fine Day                         | Hee-kyung                              | MBC        | Drama spécial                                                | [ 81 ]    |
| 2005        | Daddy Long Legs                      | Seo-kyung                              | KBS2       | Drama spécial                                                | [ 82 ]    |
| 2006        | Seoul 1945                           | Choi Geum-hee                          | KBS2       | Apparition, épisodes 2 à 4                                   | [ 83 ]    |
| 2006        | Tree of Heaven                       | Hana                                   | SBS        |                                                              | [ 84 ]    |
| 2006        | Rainbow Romance                      | Shin-hye                               | MBC        | Apparition, épisode 117                                      | [ 85 ]    |
| 2007        | Prince Hours                         | Shin Sae-ryung                         | MBC        |                                                              | [ 12 ]    |
| 2007        | Several Questions That Make Us Happy | Hyun-ji                                | KBS2       | Série familiale                                              | [ 86 ]    |
| 2007        | Kimcheed Radish Cubes                | Jang Sa-ya                             | MBC        |                                                              | [ 87 ]    |
| 2008        | Bicheonmu                            | A Li Shui (Arisu)                      | SBS        |                                                              | [ 88 ]    |
| 2009        | You're Beautiful                     | Go Mi-nam / Go Mi-nyeo                 | SBS        |                                                              | ,         |
| 2010        | My Girlfriend is a Gumiho            | Go Mi-nyeo                             | SBS        | Apparition, épisode 6                                        | [ 89 ]    |
| 2010        | High Kick Through the Roof           | Hae-ri dans le futur                   | MBC        | Apparition, épisode 119                                      | [ 90 ]    |
| 2011        | Heartstrings                         | Lee Gyu-won                            | MBC        |                                                              | [ 25 ]    |
| 2011        | Hayate the Combat Butler             | Xiao Zhi / Sanqianyuan Zhi             | FTV        | Drama taïwanais                                              | [ 91 ]    |
| 2012        | Don't Worry, I'm a Ghost             | Yeon-hwa                               | KBS2       | Drama spécial                                                | [ 32 ]    |
| 2012        | The King of Dramas                   | Actrice principale de Graceful Revenge | SBS        | Apparition, épisode 1                                        | [ 92 ]    |
| 2013        | Flower Boys Next Door                | Go Dok-mi                              | tvN        |                                                              | [ 34 ]    |
| 2013        | Fabulous Boys                        | Go Mi-nyeo                             | FTV / GTV  | Apparition, épisode 1 (remake taïwanais de You're Beautiful) | [ 93 ]    |
| 2013        | The Heirs                            | Cha Eun-sang                           | SBS        |                                                              | [ 42 ]    |
| 2014 – 2015 | Pinocchio                            | Choi In-ha                             | SBS        |                                                              | [ 94 ]    |
| 2016        | Entertainer                          | L'assistante du Manager Park           | SBS        | Apparition, épisode 3                                        | [ 95 ]    |
| 2016        | Gogh, The Starry Night               | Caissière                              | Sohu / SBS | Apparition, épisode 8                                        | [ 96 ]    |
| 2016        | Doctor Crush                         | Docteure Yoo Hye-jung                  | SBS        |                                                              | [ 97 ]    |
| 2017        | Temperature of Love                  | Yoo Hye-jung                           | SBS        | Apparition, épisode 21                                       | [ 98 ]    |
| 2018 – 2019 | Memories of the Alhambra             | Jung Hee-joo / Emma                    | tvN        |                                                              | [ 99 ]    |
| 2021        | Sisyphus: The Myth                   | Kang Seo-hae                           | JTBC       |                                                              |           |
| 2024        | Aux grands maux                      |                                        | Netflix    |                                                              |           |

Documentaires
| Année | Titre                                                    | Chaîne    | Notes              | Référence |
| ----- | -------------------------------------------------------- | --------- | ------------------ | --------- |
| 2009  | It City Park Shin Hye in New Caledonia: Take It Paradise | O'live TV |                    | [ 100 ]   |
| 2011  | STOP HUNGER                                              | MBC       | Charité au Ghana   |           |
| 2012  | It City Park Shin Hye Healing Trip to Hong Kong          | O'live TV |                    | [ 101 ]   |
| 2013  | Photo Camping Log                                        | OnStyle   | Avec Park Se-young | [ 102 ]   |
| 2020  | Humanimal                                                | MBC       |                    | [ 103 ]   |

Émissions
| Année       | Titre                   | Chaîne      | Notes                             | Référence |
| ----------- | ----------------------- | ----------- | --------------------------------- | --------- |
| 2007 – 2008 | Fantastic Partner       | MBC         |                                   | [ 104 ]   |
| 2009        | Melon Music Awards      | NC          | Avec Jang Geun-suk                | [ 105 ]   |
| 2009        | SBS Gayo Daejeon        | SBS         | Avec Jung Yong-hwa et Kim Heechul | [ 106 ]   |
| 2011        | Hallyu Dream Concert    | NC          | Avec Ok Taecyeon et Choi Minho    | [ 107 ]   |
| 2011        | Melon Music Awards      | MBC Every 1 | Avec Leeteuk et Yoon Doo-joon     | [ 108 ]   |
| 2012        | Kpop Collection Okinawa | NC          | Avec Lee Seung-gi                 | [ 109 ]   |
| 2014        | SBS Drama Awards        | SBS         | Avec Lee Hwi-jae et Park Seo-joon | [ 110 ]   |

### Films

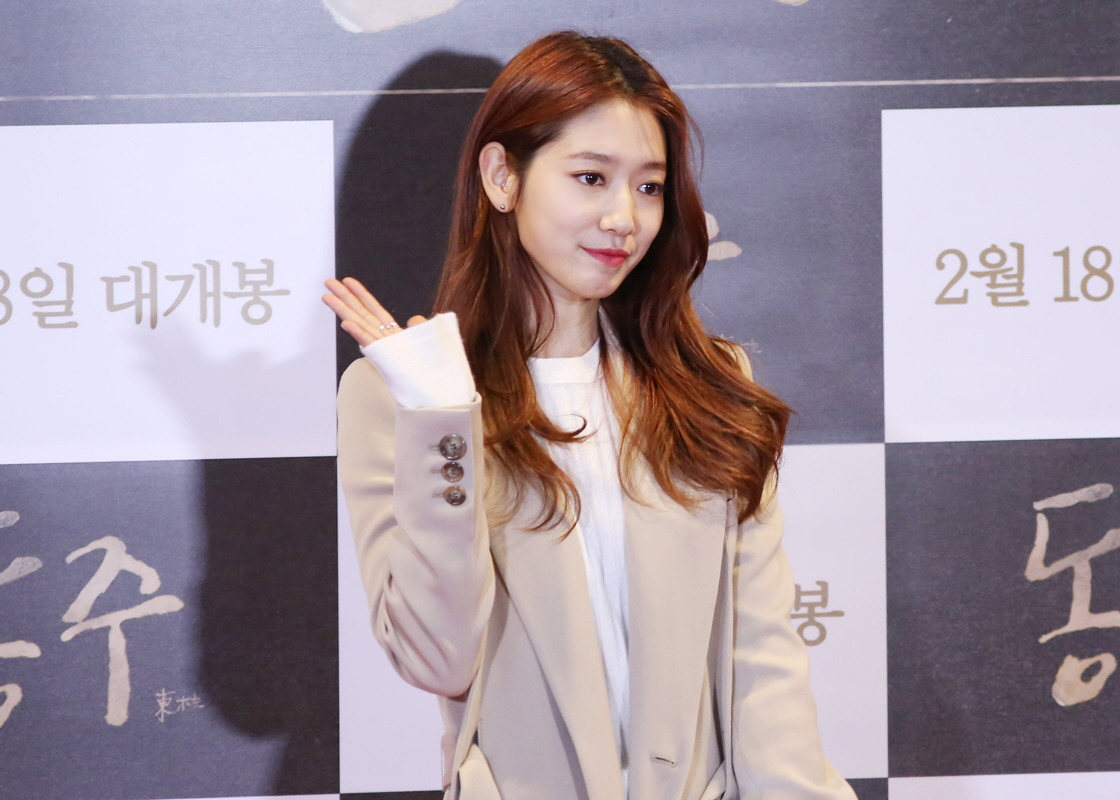
Park Shin-hye en 2016.

| Année | Titre                 | Rôle                                   |
| ----- | --------------------- | -------------------------------------- |
| 2006  | Love Phobia           | Apparition                             |
| 2007  | Evil Twin             | So-yeon / Hyo-jin (les sœurs jumelles) |
| 2010  | Cyrano Agency         | Min Yeong                              |
| 2013  | Miracle in Cell No. 7 | Ye-seung                               |
| 2013  | One Perfect Day       | Eun-hee                                |
| 2014  | The Royal Tailor      | La reine                               |
| 2015  | The Beauty inside     | Woo-Jin                                |
| 2016  | My Annoying Brother   | Lee Soo-hyun                           |
| 2017  | Heart Blackened       | Choi Hee-jung                          |
| 2020  | The Call              | Seo-yeon                               |
| 2020  | #Alive                | Yoo-bin                                |

## Doublage
- 2010 : Green Days: Dinosaur and I (voix de Yi-rang, film d'animation)

## Discographie

### Singles
- Prayer (Tree of Heaven, OST)
- Lovely Day (You're Beautiful, OST)
- Without a Word (You're Beautiful, OST)
- Still (You're Beautiful, OST) avec A.N.Jell
- Fly Me to the Moon (You're Beautiful, OST) avec Jang Geun-suk
- It Was You (Cyrano Agency, OST) avec Lee Min Jung
- The Day We Fall In Love (Heartstrings, OST)
- I Will Forget You (Heartstrings, OST)
- Story (The Heirs, OST)

## Prix et nominations

### Films
Baeksang Arts Awards
| Numéro                   | Année | Catégorie                              | Travail nommé         | Résultat   | Référence |
| ------------------------ | ----- | -------------------------------------- | --------------------- | ---------- | --------- |
| 47e Baeksang Arts Awards | 2011  | Actrice la plus populaire dans un film | Cyrano Agency         | Lauréat    | [ 22 ]    |
| 49e Baeksang Arts Awards | 2013  | Meilleure actrice dans un film         | Miracle in Cell No. 7 | Nomination |           |
| 49e Baeksang Arts Awards | 2013  | Meilleure actrice dans un film         | Miracle in Cell No. 7 | Lauréat    | [ 111 ]   |
| 51e Baeksang Arts Awards | 2015  | Meilleure actrice dans un film         | The Royal Tailor      | Lauréat    | [ 112 ]   |

Bucheon International Fantastic Film Festival
| Numéro | Année | Catégorie      | Travail nommé         | Résultat | Référence |
| ------ | ----- | -------------- | --------------------- | -------- | --------- |
| 1er    | 2013  | Fantasia Award | Miracle in Cell No. 7 | Lauréat  | [ 113 ]   |

Korean Association of Film Critics Awards
| Numéro | Année | Catégorie         | Travail nommé         | Résultat | Référence |
| ------ | ----- | ----------------- | --------------------- | -------- | --------- |
| 33e    | 2013  | Meilleure actrice | Miracle in Cell No. 7 | Lauréat  | [ 38 ]    |

Korean Film Awards
| Numéro | Année | Catégorie         | Travail nommé | Résultat   | Référence |
| ------ | ----- | ----------------- | ------------- | ---------- | --------- |
| 8e     | 2010  | Meilleure actrice | Cyrano Agency | Nomination |           |

### Télévision
APAN Star Awards
| Numéro | Année | Catégorie         | Travail nommé         | Résultat   | Référence |
| ------ | ----- | ----------------- | --------------------- | ---------- | --------- |
| 2e     | 2013  | Meilleure actrice | Flower Boys Next Door | Nomination |           |
| 3e     | 2014  | Prix d'excellence | The Heirs             | Lauréat    | [ 114 ]   |
| 4e     | 2015  | Prix d'excellence | Pinocchio             | Nomination | [ 115 ]   |
| 5e     | 2016  | Prix d'excellence | Doctor Crush          | Nomination | [ 116 ]   |

Asia Artist Awards
| Numéro | Année | Catégorie         | Travail nommé | Résultat | Référence |
| ------ | ----- | ----------------- | ------------- | -------- | --------- |
| 1er    | 2016  | Meilleure artiste | Doctor Crush  | Lauréat  | [ 117 ]   |
| 2e     | 2017  | Icône asiatique   | NC            | Lauréat  | [ 118 ]   |

Asia Rainbow TV Awards
| Numéro | Année | Catégorie                         | Travail nommé | Résultat | Référence |
| ------ | ----- | --------------------------------- | ------------- | -------- | --------- |
| 3e     | 2014  | Actrice principale exceptionnelle | The Heirs     | Lauréat  | [ 119 ]   |

Baeksang Arts Awards
| Numéro                   | Année | Catégorie                                           | Travail nommé         | Résultat   | Référence |
| ------------------------ | ----- | --------------------------------------------------- | --------------------- | ---------- | --------- |
| 44e Baeksang Arts Awards | 2008  | Meilleure nouvelle actrice dans une série télévisée | Kimcheed Radish Cubes | Nomination |           |
| 48e Baeksang Arts Awards | 2012  | Actrice la plus populaire                           | Heartstrings          | Lauréat    | [ 120 ]   |
| 50e Baeksang Arts Awards | 2014  | Actrice la plus populaire                           | The Heirs             | Lauréat    | [ 121 ]   |
| 51e Baeksang Arts Awards | 2015  | Meilleure actrice à la télévision                   | Pinocchio             | Nomination | [ 122 ]   |
| 51e Baeksang Arts Awards | 2015  | iQiyi Star Award                                    | NC                    | Lauréat    | [ 112 ]   |
| 53e Baeksang Arts Awards | 2017  | Meilleure actrice à la télévision                   | Doctor Crush          | Nomination | [ 123 ]   |

China TV Drama Awards
| Numéro | Année | Catégorie                   | Travail nommé | Résultat | Référence |
| ------ | ----- | --------------------------- | ------------- | -------- | --------- |
| 4e     | 2013  | Actrice étrangère populaire | The Heirs     | Lauréat  | [ 48 ]    |

KBS Drama Awards
| Numéro | Année | Catégorie         | Travail nommé            | Résultat | Référence |
| ------ | ----- | ----------------- | ------------------------ | -------- | --------- |
| 27e    | 2012  | Meilleure actrice | Don't Worry, I'm a Ghost | Lauréat  | [ 124 ]   |

Korea Drama Awards
| Numéro | Année | Catégorie         | Travail nommé            | Résultat   | Référence |
| ------ | ----- | ----------------- | ------------------------ | ---------- | --------- |
| 8e     | 2015  | Rpxi d'excellence | Pinocchio                | Nomination | [ 125 ]   |
| 9e     | 2016  | Rpxi d'excellence | Doctor Crush             | Nomination | [ 126 ]   |
| 12e    | 2019  | Rpxi d'excellence | Memories of the Alhambra | Nomination | [ 127 ]   |

LeTV Movie and Drama Awards
| Numéro | Année | Catégorie          | Travail nommé | Résultat | Référence |
| ------ | ----- | ------------------ | ------------- | -------- | --------- |
| 1er    | 2011  | Prix de popularité | NC            | Lauréat  | [ 31 ]    |

MBC Drama Awards
| Numéro | Année | Catégorie                  | Travail nommé         | Résultat   | Référence |
| ------ | ----- | -------------------------- | --------------------- | ---------- | --------- |
| 27e    | 2007  | Meilleure nouvelle actrice | Kimcheed Radish Cubes | Nomination |           |

MBC Entertainment Awards
| Numéro | Année | Catégorie                                              | Travail nommé     | Résultat | Référence |
| ------ | ----- | ------------------------------------------------------ | ----------------- | -------- | --------- |
| 7e     | 2007  | Meilleure nouvelle venue dans une émission de variétés | Fantastic Partner | Lauréat  | [ 15 ]    |

SBS Drama Awards
| Numéro | Année | Catégorie                                   | Travail nommé      | Résultat   | Référence |
| ------ | ----- | ------------------------------------------- | ------------------ | ---------- | --------- |
| 11e    | 2003  | Meilleure jeune actrice                     | Stairway to Heaven | Lauréat    | [ 128 ]   |
| 17e    | 2009  | Prix d'excellence                           | You're Beautiful   | Nomination |           |
| 17e    | 2009  | Nouvelle star                               | You're Beautiful   | Lauréat    | [ 129 ]   |
| 21e    | 2013  | Prix d'excellence                           | The Heirs          | Lauréat    | [ 130 ]   |
| 21e    | 2013  | Top 10 Stars                                | The Heirs          | Lauréat    | [ 130 ]   |
| 21e    | 2013  | Meilleur couple (avec Lee Min-ho)           | The Heirs          | Lauréat    | [ 130 ]   |
| 22e    | 2014  | Prix d'excellence                           | Pinocchio          | Lauréat    | ,         |
| 22e    | 2014  | Top 10 Stars                                | Pinocchio          | Lauréat    | ,         |
| 22e    | 2014  | Meilleur couple (avec Lee Jong-suk)         | Pinocchio          | Lauréat    | [ 133 ]   |
| 24e    | 2016  | Grand prix (Daesang)                        | Doctor Crush       | Nomination |           |
| 24e    | 2016  | Prix d'excellence dans un drama fantastique | Doctor Crush       | Lauréat    | [ 134 ]   |
| 24e    | 2016  | Top 10 Stars                                | Doctor Crush       | Lauréat    | [ 135 ]   |

Seoul International Drama Awards
| Numéro | Année | Catégorie                       | Travail nommé | Résultat   | Référence |
| ------ | ----- | ------------------------------- | ------------- | ---------- | --------- |
| 9e     | 2014  | Actrice coréenne exceptionnelle | The Heirs     | Nomination |           |
| 9e     | 2014  | Actrice populaire               | The Heirs     | Nomination |           |

Seoul International Youth Film Festival
| Numéro | Année | Catégorie               | travail nommé | Résultat   | Référence |
| ------ | ----- | ----------------------- | ------------- | ---------- | --------- |
| 16e    | 2014  | Meilleure jeune actrice | The Heirs     | Nomination |           |

tvN10 Awards
| Numéro | Année | Catégorie                      | Travail nommé         | Résultat   | Référence |
| ------ | ----- | ------------------------------ | --------------------- | ---------- | --------- |
| 1er    | 2016  | Reine de la comédie romantique | Flower Boys Next Door | Nomination |           |

Autres
| Année | Prix                                        | Catégorie                                           | Travail nommé         | Résultat   | Référence |
| ----- | ------------------------------------------- | --------------------------------------------------- | --------------------- | ---------- | --------- |
| 2011  | 5e Mnet 20's Choice Awards                  | Hot Campus Goddess                                  | NC                    | Nomination |           |
| 2013  | 6e Style Icon Awards                        | La beauté naturelle                                 | NC                    | Nomination |           |
| 2013  | 7e Mnet 20's Choice Awards                  | Star de cinéma des années 2000                      | Miracle in Cell No. 7 | Nomination |           |
| 2014  | K-Star Magazine Star Awards Ceremony        | Prix de popularité                                  | The Heirs             | Lauréat    | [ 136 ]   |
| 2014  | 7e Style Icon Awards                        | Top 10 Style Icons                                  | NC                    | Nomination |           |
| 2015  | 6e Korean Popular Culture & Arts Awards     | Prix du Premier Ministre                            | NC                    | Lauréat    | [ 56 ]    |
| 2016  | 9e Busan International Advertising Festival | Meilleur porte-parole coréen en Chine               | NC                    | Lauréat    | [ 137 ]   |
| 2019  | Asia Philanthropy Awards                    | Prix spécial : célébrité philanthropique de l'année | NC                    | Lauréat    | [ 138 ]   |